# Vojtěch Šustek
Vojtěch Šustek (* 26. února 1968 Šumperk) je český historik a archivář, který se specializuje na novodobé české dějiny a dějiny odboje. Od dubna 2021 zastává post člena Rady Ústavu pro studium totalitních režimů (ÚSTR).

## Život a profesní působení
V letech 1986 až 1991 vystudoval obor archivnictví a pomocné vědy historické na Filozofické fakultě Univerzity Karlovy v Praze.[zdroj?]
Působí v Archivu hlavního města Prahy. Badatelsky se zaměřuje na dějiny protinacistického odboje, především na okolnosti atentátu na zastupujícího říšského protektora Reinharda Heydricha. Má zásluhu na vznik a odhalení pomníku obětem popravených v koncentračním táboře Mauthausen při kostele sv. Cyrila a Metoděje v Resslově ulici v Praze.
Je autorem či spoluautorem řady publikací. Spolupracoval na tvorbě rozhlasových dokumentů (např. Atentát na Reinharda Heydricha). Byl odborným poradcem filmového dramatu Protektor (2009) a hraného dokumentárního filmu Ležáky 42 (2010).
Dne 13. dubna 2021 jej prezident ČR Miloš Zeman navrhl na post člena Rady Ústavu pro studium totalitních režimů a 28. dubna 2021 Senát PČR jeho nominaci schválil.

## Ocenění
- V roce 2006 obdržel literární Cenu Egona Erwina Kische za svou knihu o životě kněze ThDr. Vladimíra Petřka.[5]
- 28. října 2021 ho prezident republiky vyznamenal Medailí za zásluhy I. stupně za zásluhy o stát v oblasti kultury.[10][11]

## Spisy
- ŠUSTEK, Vojtěch. Atentát na Heydricha a následný teror proti Čechům. Scriptorium, 2025. ISBN 978-80-7649-063-5.
- ČVANČARA, Jaroslav; JANÍK, Vlastislav; LEDVINKA, Václav; ŠUSTEK, Vojtěch. Pamětní kniha: 294 hrdinů a obětí heydrichiády popravených v Mauthausenu. Praha: Archiv. hl. m. Prahy, 2013. ISBN 978-80-86852-51-5.
- ŠUSTEK, Vojtěch; MÍŠKOVÁ, Alena. Josef Pfitzner a protektorátní Praha v letech 1939-1945. Svazek 1: Deník Josefa Pfitznera. Úřední kospondence Josefa Pfitznera s Karlem Hermannem Frankem. Scriptorium, 1999. ISBN 80-86197-10-7.
- ŠUSTEK, Vojtěch. Josef Pfitzner a protektorátní Praha v letech 1939-1945. Svazek 2: Měsíční situační zprávy Josefa Pfitznera. Scriptorium, 2001. ISBN 80-86197-28-X.
- ČVANČARA, Jaroslav; JELÍNEK, Zdeněk; PLZÁK, Josef; ŠUSTEK, Vojtěch. Operace Silver A. Scriptorium, 2011. ISBN 978-80-87271-28-5.
- ŠUSTEK, Vojtěch; ALEŠ, Pavel. Zlato se čistí v ohni: O životě, oběti a smrti pravoslavného kněze ThDr. Vladimíra Petřka, jeho rodičů a sourozenců. Návrat dom, 2008. ISBN 978-80-7255-176-7.
- ŠUSTEK, Vojtěch. Atentát na Reinharda Heydricha a druhé stanné právo na území tzv. protektorátu Čechy a Morava : edice historických dokumentů. Praha: Archiv hl. m. Prahy : Scriptorium, 2012-2022. 4 svazky (1073 + 1026 + 1015 + 964 s.). ISBN 978-80-86852-48-5, ISBN 978-80-87271-73-5. Svazek 1. 2012. cxii, 1073 stran. 750 výtisků -- Svazek 2. 2014. xxxiii, 1026 stran. 1250 výtisků -- Svazek 3. 2019. lxxiii, 1015 stran -- Svazek 4. 2022. ci, 964 stran.